# Motore a quattro tempi

Cicli del motore a quattro tempi

Il motore a quattro tempi è il più conosciuto motore termico del mondo, comunemente usato nelle automobili; ne esistono vari tipi, in grado di bruciare molti tipi di combustibili fossili o naturali, come benzina, gasolio, metano, GPL, metanolo.
Questo tipo di motore oltre che nelle automobili, è di larga diffusione su motocicli, ciclomotori, autocarri ma anche per attrezzi di piccole dimensioni come tosaerba, motoseghe e motocarriole. A differenza di un motore a 2 tempi questo tipo di motore è meno inquinante, più affidabile e gode di consumi ridotti.
Il termine "a quattro tempi" deriva dal fatto che la combustione avviene in quattro fasi, con alcune differenze tra motore ad accensione comandata (motori a benzina) e motore ad accensione spontanea (motori diesel):
1. Aspirazione: si ha l'introduzione della miscela aria-combustibile nel cilindro (o di sola aria nei motori diesel);
2. Compressione: la miscela aria-combustibile viene compressa volumetricamente (o la compressione della sola aria nei motori diesel);
3. Espansione: si ha la combustione e la conseguente l'espansione volumetrica dei gas combusti, generalmente durante le prime fasi d'espansione si ha la fine della combustione (nei motori diesel quando il pistone è al punto morto superiore viene iniettato il gasolio che a causa della pressione creata si incendia);
4. Scarico: si ha l'espulsione dei gas combusti dal motore.

## Storia
Intuendo la possibilità di ottenere lavoro da una miscela chimica, Eugenio Barsanti, insegnante di fisica, costruì e presentò ai suoi studenti un rudimentale congegno per cui, se intromessa una miscela e scoccata una scintilla, trasformasse l'esplosione in forza lavoro. 
Perfezionandolo, costruì insieme all'Ing. Felice Matteucci un motore monocilindrico con pistone verticale. 
Successivamente nel 1861 l'ingegnere tedesco Nikolaus August Otto sperimentò il suo primo motore a gas a 4 tempi che dovette abbandonare a causa di difficoltà tecnologiche.
Nel 1867 lo stesso Otto e il connazionale Langen idearono un motore 4 tempi a gas, con accensione della miscela compressa, presentato l'anno dopo a Parigi. La grande intuizione di Otto stava nel far scoccare la scintilla a miscela compressa anziché solamente aspirata, aumentando in questo modo il rendimento del motore. Nel corso del tempo, la struttura ed il funzionamento del motore a 4 tempi sono sostanzialmente rimasti invariati.

## Funzionamento/fasi del ciclo

Ciclo termico di un motore 4T
1=PMS
2=PMI
A= Aspirazione;
B= Compressione;
C= Espansione;
D= Scarico;

Il ciclo termodinamico del motore a quattro tempi, come noto, si sviluppa completamente in due rotazioni dell'albero motore, questo perché il pistone svolge una doppia funzione, come meglio spiegato qui di seguito.

### Aspirazione
Nei motori ad accensione comandata le valvole di aspirazione si aprono per consentire l'ingresso della carica, che nei motori ad iniezione diretta è solo comburente (tipicamente aria) il combustibile verrà iniettato successivamente direttamente nella camera di combustione tramite un iniettore, mentre per i motori ad iniezione indiretta o a carburatori consiste nella miscela preformata di combustibile-comburente.
Il pistone scende dal punto morto superiore (PMS) al punto morto inferiore (PMI): durante questo tragitto la biella compie 1 corsa e la manovella ruota di 180°. Scendendo, le due creano una forte depressione nella camera di combustione, grazie alla quale, insieme all'inserimento di carburante da parte di un iniettore, la camera si riempie della quantità di carburante calcolata dalla centralina elettronica sulla base della pressione sul pedale dell'acceleratore.
Per i motori diesel si hanno solo l'aspirazione d'aria e l'iniezione diretta. Fino a pochi anni fa, nei piccoli diesel automobilistici, l'iniezione era di tipo indiretto, ed avveniva in una precamera (tipo Ricardo Comet) dalla quale la combustione si propagava in camera di scoppio: questo, al fine di rendere meno ruvido il funzionamento del motore.

### Compressione
Le valvole di aspirazione si chiudono e il pistone risale dal PMI al PMS, comprimendo la carica all'interno della camera di combustione.
Nei motori diesel viene compressa aria e le pressioni raggiunte al termine di questa fase sono maggiori rispetto a quelle dei motori ad accensione comandata. L'elevata temperatura incendia il combustibile iniettato alla fine della fase di compressione.
|                 |
| 2. Compressione |

### Accensione ed espansione
Il pistone salendo comprime l'aria all'interno del cilindro: una volta arrivato alla fine della sua corsa, la candela accende la miscela producendo l'espansione della miscela che ormai detonata spinge verso il basso il pistone.
|                 |                |
| 3.1 Combustione | 3.2 Espansione |

#### Motori ad accensione comandata
Nei motori ad accensione comandata la combustione avviene grazie all'innesco generato dalla scintilla che scocca tra gli elettrodi di una o più candele. La scintilla scocca nell'istante desiderato (grazie al segnale dei sensori di fase) dopo la compressione e poco prima che sia raggiunto il PMS.
È importante sottolineare come in questa fase all'interno della camera di combustione non avvenga una deflagrazione, bensì una combustione. La combustione prosegue rapidissima e deve completarsi senza dare luogo ad un'esplosione (che causerebbe il cosiddetto battito in testa) perché in tal caso le sollecitazioni, superando abbondantemente i parametri progettuali, porterebbero rapidamente alla rottura meccanica.
Questa fase è la sola "attiva" di tutto il ciclo poiché è l'unica fase dove si produce lavoro utile (il pistone viene spinto verso il PMI dall'energia prodotta dalla combustione). Le altre tre fasi sono dette "passive". L'energia necessaria in queste fasi viene fornita dal volano motore che immagazzina sotto forma di energia cinetica una parte dell'energia prodotta nella fase attiva per poi restituirla nelle altre tre fasi.

#### Motori ad accensione per compressione
Nei motori ad accensione per compressione (diesel), la combustione del combustibile iniettato alla fine della fase di compressione avviene a causa del raggiungimento della temperatura di autoaccensione del combustibile, tale aumento di temperatura è conseguenza del forte aumento di pressione generato dalla compressione.
La combustione genera un elevato aumento di entalpia, il fluido motore utilizza il "suo contenuto entalpico" per compiere il lavoro di espansione spingendo il pistone fino al PMI.

### Scarico
La valvola di scarico si apre prima che il pistone arrivi al PMI. Questa fase si chiama "Scarico libero". Nello "Scarico forzato" invece, sceso al PMI, il pistone risale spinto dal movimento degli altri pistoni o per effetto delle masse volaniche nei motori monocilindrici, espellendo i gas provocati dalla combustione attraverso l'apertura delle valvole di scarico, che fanno evacuare il gas combusto dal cilindro, preparandolo ad un nuovo ciclo, mentre i residui della combustione vengono immessi nel collettore di scarico, collegato all'impianto di scarico, costituito dalla marmitta catalitica, dal silenziatore e in alcuni casi, come nel motore diesel, anche dal filtro attivo antiparticolato, filtrando i gas e scaricandoli nell'aria. Le dimensioni di questi ultimi componenti sono proporzionali alla cilindrata del motore.

## Accorgimenti
Nei motori a quattro tempi ci sono degli accorgimenti per migliorare la funzionalità delle varie fasi e del rendimento globale del motore:
- Incrocio delle valvole: si ha al passaggio dalla fase di scarico a quella d'aspirazione, questa tecnica permette di sfruttare l'inerzia dei gas espulsi per facilitare l'aspirazione dei gas freschi nel cilindro.
- Ritardo dell'aspirazione: è una tecnica che consiste nel far chiudere in ritardo le valvole d'aspirazione, le quali invece che chiudersi al raggiungimento del PMI da parte del pistone, si chiudono al risalire del pistone; ciò è necessario per migliorare il riempimento, dato che i gas freschi hanno un'inerzia che impedisce un riempimento ideale.
- Anticipo di scarico: è una tecnica che consiste nel far aprire in anticipo le valvole di scarico, dove l'apertura delle valvole avviene prima che il pistone raggiunga il PMI, questo è necessario per evitare che altrimenti il pistone sprechi troppa energia per espellere tali gas.
- Sistema di distribuzione a fasatura variabile: sistema che permette d'adattare in modo più o meno marcato l'azionamento delle valvole in modo da poter ampliare l'arco di funzionamento ottimale del motore.
- Valvola di gestione: questa valvola è governata da un motorino elettrico, controllato a sua volta da una centralina; questa soluzione viene adottata perché la distribuzione delle fasi ha dei limiti d'operabilità, dove i valori di settaggio sono ottimali per una determinata situazione di funzionamento. Può essere di due tipi:
  - All'aspirazione, con questa valvola si riesce a diminuire la resistenza in aspirazione e quindi ottimizzare il riempimento del cilindro nelle varie situazioni, compensando il ritardo in chiusura ed evitando fenomeni di reflusso dell'aria, il tutto a vantaggio dell'efficienza.
  - Allo scarico, con questa valvola si riesce a ridurre la resistenza allo scarico e quindi l'effetto dell'anticipo di scarico, limitando le perdite di pressione alla sua apertura e le perdite di aria dallo scarico, migliorando così l'efficienza.